# Albaniens damlandslag i volleyboll
Albaniens damlandslag i volleyboll representerar Albanien i volleyboll på damsidan. Laget slutade på elfte plats i EM 1991. Det vann medelhavsspelen 1987.

### Fotnoter
1. ↑  ”1987 LATTAQUIÉ (SYR), (11/25 Septembre)” (på franska). Comité international des Jeux méditerranéens. sid. 27. https://cijm.org.gr/wp-content/uploads/2016/06/JM1987.pdf. Läst 16 februari 2023.
2. ↑  ”1990/1991 Senior European Championships” (på engelska). Confédération Européenne de Volleyball. https://www-old.cev.eu/Competition-Area/competition.aspx?ID=292&PID=615. Läst 26 februari 2023.
3. ↑  ”Affiche officielle des JM Alméria 2005” (på franska). Comité international des Jeux méditerranéens. sid. 46. https://cijm.org.gr/wp-content/uploads/2016/06/JM2005.pdf. Läst 17 december 2023.
4. ↑  ”2016 CEV Volleyball European League - Women” (på engelska). Confédération Européenne de Volleyball. https://www-old.cev.eu/Competition-Area/competition.aspx?ID=940&PID=-2. Läst 21 mars 2023.
5. ↑  ”2017 CEV Volleyball European League - Women” (på engelska). Confédération Européenne de Volleyball. https://www-old.cev.eu/Competition-Area/competition.aspx?ID=989&PID=-2. Läst 24 juni 2024.
6. ↑  ”2018 CEV Volleyball European Silver League - Women” (på engelska). Confédération Européenne de Volleyball. https://www-old.cev.eu/Competition-Area/competition.aspx?ID=1092&PID=-2. Läst 9 maj 2022.
7. ↑  Senaste tillfället då någon kontrollerade att de inmatade tabelluppgifterna stämmer. Uppgifter kan ha matats in senare utan att kontrolleras av någon annan
8. ↑  Todor Krastev (21 mars 1991). ”Women Volleyball XVII European Championship 1991 Roma (ITA) - 28.09-06.10 Winner Soviet Union” (på engelska). Sport Statistics. Arkiverad från originalet den 29 juni 2015. https://web.archive.org/web/20150629035216/http://todor66.com/volleyball/Europe/Men_1991.html. Läst 28 juni 2015.